# B Zone
B ZONE, Inc. (株式会社B ZONE, Kabushiki-gaisha B Zone), también llamada B ZONE Group (anteriormente conocida como Being, Inc, Being Incorporated o Being Giza Group), es una empresa privada japonesa de entretenimiento y compañía discográfica con sede en el distrito Roppongi de Tokio, fundada el 1 de noviembre de 1978 por el productor musical Daiko Nagato. La empresa y sus filiales son el principal proveedor de la música temática de la serie de anime Detective Conan. B ZONE Group ha suministrado gran parte de las canciones tanto para la serie de televisión como para películas y material derivado de la serie principal. El 4 de abril de 2023 Being cambió de nombre a B ZONE.

## Discográficas y artistas

### VERMILLION RECORDS
- B'z
  - Kōshi Inaba
  - Tak Matsumoto

### NORTHERN MUSIC
- Mai Kuraki

### B-Gram RECORDS
- ZARD
- B.B.Queens

### B ZONE
- Anna Aya
- all at once
- Maki Ohguro
- Kaito Okuzaki
- Aria Sugai
- Wisteria
- Konya, Ano Machi Kara
- ZYYG
- SUPERNOVA
- T-BOLAN
- Leon Niihama
- Shiori Niiyama
- KNOCK OUT MONKEY
- Ikuro Fujiwara
- MADEIN
- Yukihide "YT" Takiyama
- Ran
- Rainy

### ZAIN RECORDS
- Fusanosuke Kondo
- BREAKERZ
  - DAIGO
  - AKIHIDE
  - MUSCLE ATTACK
- DIMENSION
- Field of View

### NiM RECORDS
- Airi Miyakawa

### asistobe
- AislE
- RAKURA
- Yasushion
- Kylie
- Mikansei Brave

### Giza Studio

#### J-pop
- Sard Underground
- d-Project
- dps
- The Black Candies

#### O-TOWN Jazz
- Hikari Aoki

#### D-GO
- Sensation
- Wands

## Antiguas discográficas
- Amemura O-town Record
- Styling Records
- DAY TRACK
- pure:infinity
- White cafe
- Honey Bee Records